# Cultura de Koban
La cultura de Koban és una cultura de transició entre l'edat de bronze i l'edat del ferro de la zona del Caucas. Els seus membres conreaven cereals i tenien animals domèstics, com proven les restes trobades als jaciments, especialment el de Tlia. Dominaven també tècniques com l'esmalt. La genètica mostra ascendents entre els nakh i els pobles tibetans.
Valentina Kozenkova distingeix tres fases en la cultura de Koban: la fase proto-kuban (segle XIV aC), Koban antic (segle XII aC), Koban clàssic (des del segle X aC) i la tardana, a partir del segle vii aC, on els escites van estenent la seva influència fins assimilar totalment els koban.